# Mégadrile
Un mégadrile est une sorte de ver, un oligochète principalement terrestre. Les mégadriles sont placés dans le super-ordre Megadrilacea et incluent Moniligastrida et Lumbricina (ou l'ordre Haplotaxida, d'après Easton),.